# NGC 1183
NGC 1183 é uma estrela na direção da constelação de Perseus. O objeto foi descoberto pelo astrônomo Guillaume Bigourdan em 1884, usando um telescópio refrator com abertura de 12 polegadas. 